# Canottaggio ai Giochi della XXIX Olimpiade - 2 di coppia maschile

## Batterie
Hanno partecipato alle batterie di qualificazione 15 equipaggi, suddivisi in 3 batterie: i primi 3 di ogni batteria si sono qualificati per le semifinali, gli altri hanno effettuato i ripescaggi.
- Sabato 9 agosto 2008, ore 17:00-17:30

| Posizione | Atleta        | Paese                                 | Tempo   | Note |
| --------- | ------------- | ------------------------------------- | ------- | ---- |
| 1         | Nuova Zelanda | Rob Waddell e Nathan Cohen            | 6:24.32 | SF   |
| 2         | Bielorussia   | Dzianis Mihal e Stanislaŭ Ščarbačėnja | 6:27.18 | SF   |
| 3         | Germania      | Clemens Wenzel e Karsten Brodowski    | 6:29.60 | SF   |
| 4         | Belgio        | Bart Poelvoorde e Christophe Raes     | 6:31.84 | R    |
| 5         | Stati Uniti   | Wes Piermarini e Elliot Hovey         | 6:39.37 | R    |

| Posizione | Atleta      | Paese                              | Tempo   | Note |
| --------- | ----------- | ---------------------------------- | ------- | ---- |
| 1         | Regno Unito | Matthew Wells e Stephen Rowbotham  | 6:26.33 | SF   |
| 2         | Croazia     | Ante Kušurin e Mario Vekić         | 6:27.38 | SF   |
| 3         | Estonia     | Tõnu Endrekson e Jüri Jaanson      | 6:27.95 | SF   |
| 4         | Russia      | Alexander Kornilov e Alexey Svirin | 6:44.46 | R    |
| 5         | Iraq        | Haidar Nozad e Hussein Jebur       | 7:00:46 | R    |

| Posizione | Atleta    | Paese                                | Tempo   | Note |
| --------- | --------- | ------------------------------------ | ------- | ---- |
| 1         | Australia | David Crawshay e Scott Brennan       | 6:21.39 | SF   |
| 2         | Francia   | Jean-Baptiste Macquet e Adrien Hardy | 6:21.92 | SF   |
| 3         | Slovenia  | Luka Špik e Iztok Čop                | 6:39.49 | SF   |
| 4         | Bulgaria  | Martin Yanakiev e Ivo Yanakiev       | 6:45.03 | R    |
| -         | Cina      | Su Hui e Zhang Liang                 | Escluso |      |

## Ripescaggi
I primi 3 equipaggi si sono qualificati per le semifinali A e B, gli altri hanno effettuato la Finale C.
- Lunedì  11 agosto 2008, ore 17:20-17:30

| Posizione | Atleta      | Paese                              | Tempo   | Note |
| --------- | ----------- | ---------------------------------- | ------- | ---- |
| 1         | Russia      | Alexander Kornilov e Alexey Svirin | 6:23.52 | SF   |
| 2         | Belgio      | Bart Poelvoorde e Christophe Raes  | 6:24.01 | SF   |
| 3         | Bulgaria    | Martin Yanakiev e Ivo Yanakiev     | 6:24.70 | SF   |
| 4         | Stati Uniti | Wes Piermarini e Elliot Hovey      | 6:26.05 | FC   |
| 5         | Iraq        | Haidar Nozad e Hussein Jebur       | 6:52.71 | FC   |

## Semifinali
I primi tre equipaggi delle semifinali A e B si sono qualificati per la finale A, gli altri hanno effettuato la finale B.
- Mercoledì  13 agosto 2008, ore 16:30-16:50

| Posizione | Atleta        | Paese                              | Tempo   | Note |
| --------- | ------------- | ---------------------------------- | ------- | ---- |
| 1         | Australia     | David Crawshay e Scott Brennan     | 6:21.50 | FA   |
| 2         | Slovenia      | Luka Špik e Iztok Čop              | 6:23.81 | FA   |
| 3         | Nuova Zelanda | Rob Waddell e Nathan Cohen         | 6:24.16 | FA   |
| 4         | Croazia       | Ante Kušurin e Mario Vekić         | 6:24.89 | FB   |
| 5         | Belgio        | Bart Poelvoorde e Christophe Raes  | 6:26.91 | FB   |
| 6         | Germania      | Clemens Wenzel e Karsten Brodowski | 6:28.46 | FB   |

| Posizione | Atleta      | Paese                                 | Tempo   | Note |
| --------- | ----------- | ------------------------------------- | ------- | ---- |
| 1         | Francia     | Jean-Baptiste Macquet e Adrien Hardy  | 6:18.86 | FA   |
| 2         | Estonia     | Tõnu Endrekson e Jüri Jaanson         | 6:21.11 | FA   |
| 3         | Regno Unito | Matthew Wells e Stephen Rowbotham     | 6:21.15 | FA   |
| 4         | Bulgaria    | Martin Yanakiev e Ivo Yanakiev        | 6:26.62 | FB   |
| 5         | Russia      | Alexander Kornilov e Alexey Svirin    | 6:27.75 | FB   |
| 6         | Bielorussia | Dzianis Mihal e Stanislaŭ Ščarbačėnja | 6:32.76 | FB   |

## Finali

### Finale C
- Mercoledì  13 agosto 2008, ore 17:30-17:40

| Posizione | Atleta      | Paese                         | Tempo   |
| --------- | ----------- | ----------------------------- | ------- |
| 1         | Stati Uniti | Wes Piermarini e Elliot Hovey | 6:33.15 |
| 2         | Iraq        | Haidar Nozad e Hussein Jebur  | 6:52.02 |

### Finale B
- Venerdì  15 agosto 2008, ore 17:40-17:50

| Posizione | Atleta      | Paese                                 | Tempo   |
| --------- | ----------- | ------------------------------------- | ------- |
| 1         | Bielorussia | Dzianis Mihal e Stanislaŭ Ščarbačėnja | 6:34.39 |
| 2         | Belgio      | Bart Poelvoorde e Christophe Raes     | 6:35.55 |
| 3         | Germania    | Clemens Wenzel e Karsten Brodowski    | 6:37.97 |
| 4         | Bulgaria    | Martin Yanakiev e Ivo Yanakiev        | 6:45.91 |
| 5         | Russia      | Alexander Kornilov e Alexey Svirin    | 6:49.84 |
| -         | Croazia     | Ante Kušurin e Mario Vekić            | NP      |

### Finale A
- Sabato 16 agosto 2008, ore 17:10-17:20

| Posizione | Atleta        | Paese                                | Tempo   |
| --------- | ------------- | ------------------------------------ | ------- |
|           | Australia     | David Crawshay e Scott Brennan       | 6:27.77 |
|           | Estonia       | Tõnu Endrekson e Jüri Jaanson        | 6:29.05 |
|           | Regno Unito   | Matthew Wells e Stephen Rowbotham    | 6:29.10 |
| 4         | Nuova Zelanda | Rob Waddell e Nathan Cohen           | 6:30.79 |
| 5         | Francia       | Jean-Baptiste Macquet e Adrien Hardy | 6:33.36 |
| 6         | Slovenia      | Luka Špik e Iztok Čop                | 6:33.96 |